# Тихоцкий, Сергей Андреевич
Серге́й Андре́евич Тихо́цкий (род. 13 августа 1972 года) — российский учёный-геофизик, специалист в области математической геофизики, профессор РАН (2015), академик РАН (2025; член-корреспондент 2016). Директор Института физики Земли им. Шмидта (ИФЗ РАН). 

## Биография
Родился 13 августа 1972 года.
В 1994 году — окончил геологический факультет МГУ, кафедра сейсмометрии и геоакустики.
С 1994 по 1998 годы — работал в ИФЗ РАН. По словам С. А. Тихоцкого, его увлекла книга приблизительно 1960-х гг. о девушке-сейсмологе, и повлияла на его решение прийти работать в ИФЗ РАН.
В 1998 году — защитил кандидатскую диссертацию, тема: «Интерпретация длиннопериодных компонент аномального гравитационного поля».
С 1998 по 2001 годы — работал на кафедре геофизических методов исследования земной коры геологического факультета МГУ.
С декабря 2001 года — вернулся на работу в ИФЗ РАН. Учёный секретарь (с 2006 г.), заместитель директора (с 2012 г.), в 2013 году избран директором Института. Одновременно заведует лабораторией фундаментальных проблем нефтегазовой геофизики и геофизического мониторинга ИФЗ.
В 2011 году — защитил докторскую диссертацию, тема: «Разработка математических методов и алгоритмов решения обратных задач геофизики и обработки геофизических данных».
С 2014 года — профессор Высшей школы инновационного бизнеса МГУ.
В декабре 2015 года — присвоено почётное учёное звание профессора РАН.
В октябре 2016 года — избран членом-корреспондентом РАН по Отделению наук о Земле (секция геологии, геофизики, геохимии и горных наук).
В мае 2025 года — стал академиком РАН по тому же отделению.

## Научная деятельность
С. А. Тихоцкий — специалист в области математической геофизики, математических методов обработки данных, томографии и сейсморазведки. Занимался вопросами интерпретации сведений об аномалиях потенциальных полей, в том числе развитием метода истокообразных аппроксимаций. Некоторые работы посвящены изучению литосферной и глубинной геодинамики по гравиметрическим данным.
Автор более 70 научных публикаций.
Среди его достижений — разработка методов и алгоритмов интерпретации геофизических данных, в частности - решения обратной задачи лучевой сейсмической томографии с адаптивной параметризацией среды разреженным рядом вейвлет-функций.
Одно из основных направлений современных исследований, осуществляемых при участии С. А. Тихоцкого, — экспериментальное и теоретическое изучение физики осадочных горных пород-коллекторов различных типов, с целью оптимизации разведки и добычи углеводородов.
С 1996 года — ведёт преподавательскую работу на отделении геофизики геологического факультета МГУ, где читает курс «Сейсмическая томография».

## Увлечения
Пишет стихи с 1991 года.